# Shoshoni (Wyoming)
Shoshoni város az USA Wyoming államában, Crook megyében. Lakosainak száma 471 fő (2020. április 1.).

## Népesség
A település népességének változása:

| 2010 | 649 |
| 2020 | 471 |